# Stazione di Groninga
La stazione di Groninga (in olandese station Groningen) è la principale stazione ferroviaria di Groninga nei Paesi Bassi. È una stazione passante di superficie sulle linee ferroviarie Groninga-Delfzijl, Meppel-Groninga e Harlingen-Nieuweschans.